# Università di Teheran
L'Università di Teheran (in persiano دانشگاه تهران‎, Dāneshgāh Tehrān) è la più antica e la maggiore università dell'Iran. 

## Storia

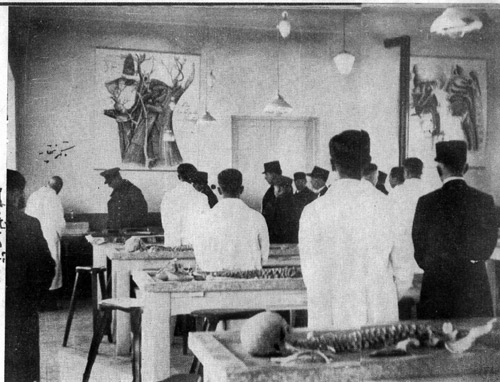
Cerimonia d'apertura della facoltà di medicina con Reza Pahlavi

L'università fu fondata nel 1935, durante il regno di Reza Pahlavi, ed è la prima università statale e non religiosa del paese.

## Strutture
L'università ha oltre 1.500 docenti, 3.500 persone di staff e circa 39.000 studenti ai quali si aggiungono 340 studenti stranieri; offre 16 tipi di lauree, 160 master e 120 tipi di dottorati di ricerca.